# Nobleboro (Maine)
Nobleboro es un municipio situado en el condado de Lincoln, Maine, Estados Unidos. Tiene una población estimada, a mediados de 2022, de 1856 habitantes.

## Geografía
La localidad está ubicada en las coordenadas 44°6′4″N 69°28′58″O / 44.10111, -69.48278. Según la Oficina del Censo de los Estados Unidos, tiene una superficie total de 59.86 km², de los cuales 49.03 km² corresponden a tierra firme y 10.83 km² están cubiertos de agua.

## Demografía
Según el censo de 2020, en ese momento había 1791 personas residiendo en la localidad. La densidad de población era de 36.5 hab./km². El 95.9% de los habitantes eran blancos, el 0.3% eran afroamericanos, el 0.3% eran amerindios, el 0.9% eran asiáticos, el 0.1% eran de otras razas y el 2.5% eran de una mezcla de razas. Del total de la población, el 0.8% eran hispanos o latinos de cualquier raza.